# TSV 1860 München
TSV 1860 München, được biết đến đơn giản với cái tên 1860 Munich là một câu lạc bộ thể thao có trụ sở ở Munich, Bavaria. Đội bóng đá của câu lạc bộ chơi ở giải hạng hai Bundesliga, sau khi bị xuống hạng ở mùa giải 2003-04. Đội bóng là một trong những thành viên đầu tiên của Bundesliga vào năm 1963 và đã chơi tổng cộng 20 mùa giải ở hạng đấu cao nhất.

## Những mùa giải gần đây
| Mùa giải  | Giải đấu                 | Vị trí  |
| 1999-2000 | Fussball-Bundesliga (I)  | 4th     |
| 2000-01   | Fussball-Bundesliga      | 11th    |
| 2001-02   | Fussball-Bundesliga      | 9th     |
| 2002-03   | Fussball-Bundesliga      | 10th    |
| 2003-04   | Fussball-Bundesliga      | 17th ↓  |
| 2004-05   | 2nd Bundesliga (II)      | 4th     |
| 2005-06   | 2nd Bundesliga           | 13th    |
| 2006-07   | 2nd Bundesliga           | 8th     |
| 2007-08   | 2nd Bundesliga           | 11th    |
| 2008-09   | 2nd Bundesliga           | 12th    |
| 2009-10   | 2nd Bundesliga           | 8th     |
| 2009–10   | 2. Bundesliga            | 8th     |
| 2010–11   | 2. Bundesliga            | 9th     |
| 2011–12   | 2. Bundesliga            | 6th     |
| 2012–13   | 2. Bundesliga            | 6th     |
| 2013–14   | 2. Bundesliga            | 7th     |
| 2014–15   | 2. Bundesliga            | 16th    |
| 2015–16   | 2. Bundesliga            | 15th    |
| 2016–17   | 2. Bundesliga            | 16th ↓↓ |
| 2017–18   | Regionalliga Bayern (IV) | 1st ↑   |
| 2018–19   | 3. Liga (III)            | 12th    |
| 2019–20   | 3. Liga                  | 8th     |
| 2020–21   | 3. Liga                  | 4th     |
| 2021–22   | 3. Liga                  | 4th     |
| 2022–23   | 3. Liga                  | 8th     |

| ↑ Thăng hạng | ↓ Xuống hạng |

## Danh hiệu
- Vô địch quốc gia Đức (Bundesliga)
  - Vô địch: 1966
  - Về nhì: 1931, 1967
- Cúp quốc gia Đức
  - Vô địch: 1942, 1964
  - Về nhì: Không có
- Siêu cúp Đức
  - Vô địch: Không có
  - Về nhì: 1965
- Oberliga Süd (I) champions: 1963
- Gauliga Bayern champions: 1941
- Gauliga Bayern, southern division champions: 1943
- 2nd Bundesliga Süd (II) champions: 1979
- 2nd Bundesliga Süd (II) runners-up: 1977
- 2nd Oberliga Süd (II) champions: 1955, 1957
- Oberliga Bayern (III) champions: 1984, 1991, 1993

### Trẻ
- German Under 19 championship
  - Về nhì: 1997
- German Under 17 championship
  - Vô địch: 2006
  - Về nhì: 1984
- German Under 19 Cup
  - Vô địch: 2000, 2007
- Bavarian Under 19 championship
  - Vô địch: 1963, 1982, 1983, 1988, 1998 (reserve team)
  - Về nhì: 1958, 1969, 1970, 1977, 1984, 1986
- Bavarian Under 17 championship
  - Vô địch: 1975, 1980, 1984
  - Về nhì: 1979, 1981
- Bavarian Under 15 championship
  - Vô địch: 1979, 1980, 1997, 1998

## Cầu thủ

### Đội hình hiện tại
Tính đến ngày 21 tháng 10 năm 2015

Ghi chú: Quốc kỳ chỉ đội tuyển quốc gia được xác định rõ trong điều lệ tư cách FIFA. Các cầu thủ có thể giữ hơn một quốc tịch ngoài FIFA.
| Số | VT | Quốc gia         | Cầu thủ           |
| -- | -- | ---------------- | ----------------- |
| 1  | TM | Đức              | Vitus Eicher      |
| 3  | HV | Đức              | Maximilian Wittek |
| 4  | HV | Đức              | Kai Bülow         |
| 5  | HV | Tây Ban Nha      | Guillermo Vallori |
| 6  | TV | Đức              | Dominik Stahl     |
| 7  | TV | Cộng hòa Nam Phi | Daylon Claasen    |
| 8  | HV | Brasil           | Rodnei            |
| 9  | TĐ | Montenegro       | Stefan Mugoša     |
| 10 | TV | Áo               | Michael Liendl    |
| 11 | TV | Đức              | Daniel Adlung     |
| 14 | TĐ | Hungary          | Krisztián Simon   |
| 16 | TĐ | Đức              | Stephan Hain      |
| 17 | HV | Đức              | Jannik Bandowski  |
| 19 | TĐ | Áo               | Rubin Okotie      |
| 20 | TV | Albania          | Valdet Rama       |

| Số | VT | Quốc gia               | Cầu thủ                            |
| -- | -- | ---------------------- | ---------------------------------- |
| 22 | TM | Đức                    | Michael Netolitzky                 |
| 24 | TM | Đức                    | Stefan Ortega                      |
| 25 | HV | Uruguay                | Gary Kagelmacher                   |
| 26 | HV | Đức                    | Christopher Schindler (Đội trưởng) |
| 27 | TĐ | Đức                    | Marius Wolf                        |
| 30 | HV | Úc                     | Miloš Degenek                      |
| 31 | TV | Đức                    | Richard Neudecker                  |
| 33 | TV | Đức                    | Korbinian Vollmann                 |
| 34 | TĐ | Serbia                 | Fejsal Mulić                       |
| 35 | TV | Đức                    | Emanuel Taffertshofer              |
| 36 | TĐ | Cộng hòa Dân chủ Congo | Stephane Mvibudulu                 |
| 37 | HV | Thổ Nhĩ Kỳ             | Sertan Yegenoglu                   |
| 38 | TV | Pháp                   | Romuald Lacazette                  |
| 39 | HV | Slovakia               | Vladimír Kováč                     |

### Các cựu cầu thủ nổi tiếng
| - Ernst Willimowski - Manfred Bender - Rudi Brunnenmeier - Holger Fach - Horst Blankenburg - Andreas Görlitz - Thomas Häßler - Horst Heldt - Bernd Hobsch - Jens Jeremies - Martin Max - Stephan Paßlack - Rudi Völler | - Besnik Hasi - Harald Cerny - Martin Stranzl - Davor Šuker - Roman Týce - Martin Čížek - Tomáš Votava - Vidar Riseth - Erik Mykland - Piotr Nowak - Viorel Năstase - Berkant Göktan | - Gregg Berhalter - Josh Wolff - Petar Radenković - Slobodan Komljenović - Miroslav Stević - Paul Agostino - Ned Zelic - Thiệu Giai Nhất - Abedi Pelé - Awudu Issaka - Daniel Borimirov |

## Các huấn luyện viên trong lịch sử
- Fred Spiksley (1913)
- Max Merkel (1963–1966)
- Hans-Wolfgang Weber (1966–1967)
- Gunter Baumann (1967)
- Albert Sing (1967–1968)
- Hans Pilz (1968–1969)
- Fritz Langner (1969)
- Franz Binder (1969–1970)
- Hans Tilkowski (1970–1972)
- Elek Schwartz (1972–1973)
- Rudi Gutendorf (1973–1974)
- Max Merkel (1974–1975)
- Heinz Lucas (1975–1978)
- Eckhard Krautzun (1978–1979)
- Alfred Baumann (1979)
- Carl-Heinz Rühl (1979–1981)
- Wenzel Halama (1981–1982)
- Willibert Kremer (1982)
- Kurt Schwarzhuber (1982)
- Erich Beer (1983)
- Bernd Patzke (1983–1984)
- Octavian Popescu (1984)
- Erich Beer (1984)
- Wenzel Halama (1984–1986)
- Dieter Kurz (1986)
- Fahrudin Jusufi (1986–1987)
- Thomas Zander (1987)
- Uwe Klimaschewski (1987–1988)
- Willi Bierofka (1988–1990)
- Karsten Wettberg (1990–1992)
- Werner Lorant (1992–2001)
- Peter Pacult (2001–2003)
- Falko Götz (2003–2004)
- Gerald Vanenburg (2004)
- Rudolf Bommer (2004)
- Reiner Maurer (2004–2006)
- Bernhard Trares (2006)
- Walter Schachner (2006–2007)
- Marco Kurz (2007–2009)
- Uwe Wolf (2009)
- Ewald Lienen (2009–nay)